# Барри, Джефф
Джефф Барри (англ. Jeff Barry) — американский музыкальный продюсер, певец и автор песен.
Известен как автор таких хитов 1960-х годов, как «Da Doo Ron Ron», «Be My Baby», «Leader of the Pack» и «River Deep, Mountain High». (Все вышеперечисленные песни он написал в соавторстве со своей тогдашней женой Элли Гринвич.

## Биография
Родился и жил в Нью-Йорке.
В начале своей карьеры хотел прославиться как певец. И тогда еле сводил концы с концами.
Всё изменилось в 1962 году, когда на вечеринке он встретил Элли Гринвич, свою будущую жену и будущего соавтора по написанию песен. Они начали писать песни вместе и однажды отправились на прослушивание в знаменитую «фабрику по написанию песен» Дона Киршера — здание Britt Building в Нью-Йорке.
Там пение Элли Гринвич из соседней комнаты услышали Либер и Столлер. Они пригласили Барри и Гринвич работать на лейбле Фила Спектора Philles Records, где Барри и Гринвич писали и аранжировывали песни для ряда музыкальных групп. Среди хитов, что они написали для Спектора в тот период, «Da Do Ron Ron» и «Be My Baby».
Потом Либер и Столлер основали свой лейбл Redbird Records, и Барри и Гринвич стали постоянно работать там.
Все 1960-е годы прошли для них в написании хитов. Среди их самых знаменитых песен «Chapel of Love» (группа Dixie Cups, 1964), «Leader of the Pack» (группа Shangri-Las, 1964) «River Deep, Mountain High» (Айк и Тина Тёрнеры, 1966) и «I Can Hear Music» (группа Beach Boys, 1969).
Когда их брак распался, они перестали работать вместе. Гринвич стала работать сессионной вокалисткой, а Барри устроился на постоянную работу продюсера на лейбл A&M Records. Там в 1970-е годы он работал с такими известными исполнителями, как Нил Даймонд, The Monkees, Ван Моррисон, но его успех как продюсера с его былым успехом как автора песен уже не сравнился.